# (183) Istria
(183) Istria es un asteroide perteneciente al cinturón de asteroides descubierto el 8 de febrero de 1878 por Johann Palisa desde el observatorio de Pula, Croacia.
Está nombrado por la península adriática homónima.